# Henry Bradshaw
Henry Bradshaw (1450 - 1513) fue un poeta inglés nacido en Chester. En su infancia fue recibido en el monasterio Benedictino de San Werburgh, y luego de estudiar en el Gloucester College en Oxford, regresó a su monasterio en Chester.
Escribió una obra en latín, De antiquitate et magnificentia Urbis Cestricie, que está actualmente perdida, y la vida del santo patrón de su monasterio.